# 太田真一 (競輪選手)
太田 真一（おおた しんいち、1975年10月11日 - ）は、競輪選手、元自転車競技選手。埼玉県出身。日本競輪学校（当時。以下、競輪学校）第75期生。日本競輪選手会埼玉支部所属（元支部長）。登録番号12955。師匠は実兄の太田耕二（引退）。長男の龍希も競輪選手（第117期生）。
初出走は1995年4月8日の宇都宮競輪場で初勝利も同日。

## 来歴
若い頃からジュニアオリンピックカップのスプリントで優勝するなど、自転車競技を早くから行っており、自転車競技の名門である埼玉県立川越工業高等学校に進学するとインターハイで1000mTT高校新記録を樹立（25年間記録として残り、息子の龍希が更新した。）するなどの実績を残した。
卒業後は競輪学校に入校し、競輪選手としてデビュー後はすぐにS級特進を果たすなど目覚しい活躍を見せ、1996年4月には早くもS級1班に昇進し、年末には競輪祭新人王戦を優勝する。
1999年には高松宮記念杯競輪決勝において逃げ切りGI初制覇を果たすと、同年のKEIRINグランプリでも逃げ切って優勝した（歴代10人目の覇者）。
2000年にはシドニーオリンピックにケイリンとスプリントで出場したが、直前の寬仁親王牌・世界選手権記念トーナメント決勝において落車により骨折したことが響き、目立った成績は残せなかった。しかし2003年に同じ寛仁親王牌において番手捲りから優勝を果たした。
その後2012年6月より2016年6月まで選手会の埼玉支部長を務めた。
日本自転車競技連盟の審判資格を持っているほか、時折母校の川越工業高校自転車部やロードレース大会でアマチュアを指導することもある。

## 主な獲得タイトル
- 1996年 - 競輪祭新人王（小倉競輪場）
- 1999年 - 高松宮記念杯競輪（大津びわこ競輪場）、KEIRINグランプリ（立川競輪場）
- 2003年 - 寬仁親王牌（前橋競輪場）

## 競走スタイル
デビュー時から圧倒的な先行力で注目を集め、若手の頃は関東地区の牽引役として大きな役割を果たしていた。近年は捲り兼備の追い込み選手として活躍しているが、力の衰えもありS級とA級との間で昇降級を繰り返している。

## 主な弟子
- 山田義彦（92期）
- 馬場和広（98期）
- 細田愛未（108期）
- 太田龍希（117期）
- 安彦統賀（121期）
- 中島瞳（126期）